# Phenacoccus sakai
Phenacoccus sakai är en insektsart som först beskrevs av Takahashi 1951.  Phenacoccus sakai ingår i släktet Phenacoccus och familjen ullsköldlöss. Inga underarter finns listade i Catalogue of Life.